# John Miers
John Miers  (25 de agosto de 1789 — 17 de outubro de 1879) foi um botânico e engenheiro britânico.